# Алба (Мічиган)
Алба (англ. Alba) — переписна місцевість (CDP) в США, в окрузі Антрім штату Мічиган. Населення — 287 осіб (2020).

## Географія
Алба розташована за координатами 44°58′43″ пн. ш. 84°58′10″ зх. д. / 44.97861° пн. ш. 84.96944° зх. д. (44.978609, -84.969479).  За даними Бюро перепису населення США в 2010 році переписна місцевість мала площу 7,05 км², уся площа — суходіл.

## Демографія
Згідно з переписом 2010 року, у переписній місцевості мешкало 295 осіб у 114 домогосподарствах у складі 79 родин. Густота населення становила 42 особи/км².  Було 159 помешкань (23/км²).
Расовий склад населення:
| - 96,6 % — білих - 0,7 % — корінних американців - 0,7 % — чорних або афроамериканців - 2,0 % — осіб інших рас |

До двох чи більше рас належало 0,0 %. Частка іспаномовних становила 6,1 % від усіх жителів.
За віковим діапазоном населення розподілялося таким чином: 24,1 % — особи молодші 18 років, 60,0 % — особи у віці 18—64 років, 15,9 % — особи у віці 65 років та старші. Медіана віку мешканця становила 41,3 року. На 100 осіб жіночої статі у переписній місцевості припадало 86,7 чоловіків;  на 100 жінок у віці від 18 років та старших — 85,1 чоловіків також старших 18 років.
Середній дохід на одне домашнє господарство  становив 42 599 доларів США (медіана — 36 316), а середній дохід на одну сім'ю — 44 170 доларів (медіана — 32 279). За межею бідності перебувало 8,9 % осіб, у тому числі 0,0 % дітей у віці до 18 років та 9,2 % осіб у віці 65 років та старших.
Цивільне працевлаштоване населення становило 127 осіб. Основні галузі зайнятості: виробництво — 37,0 %, науковці, спеціалісти, менеджери — 14,2 %, освіта, охорона здоров'я та соціальна допомога — 12,6 %.